# Pikelinia roigi
Pikelinia roigi är en spindelart som beskrevs av Ramírez och Cristian J. Grismado 1997. Pikelinia roigi ingår i släktet Pikelinia och familjen Filistatidae. Inga underarter finns listade i Catalogue of Life.